# Marcos Castellanos
Marcos Castellanos (Sahuayo, Michoacán, 1747 - Ajijic, Jalisco, 1826) fue un sacerdote católico novohispano que se unió al bando insurgente durante la guerra de la independencia de México.

Pintura de Marcos Castellanos Héroe Insurgente

## Semblanza biográfica

Zonas de resistencia insurgente (1814-1821) durante la guerra de Independencia de México.

Nació en La Palma, parroquia de Sahuayo en 1747, localidad ubicada al sureste del lago de Chapala. Sacerdote. Vicario en San Felipe, Guanajuato; y Tamazula, Jalisco. Párroco interino en Sahuayo. Vicario en Cojumatlán de donde pasó a la Isla de Mezcala en 1812. No fue ajeno a la revolución iniciada por Miguel Hidalgo y Costilla. Los insurgentes encabezados por Encarnación Rosas derrotaron al oidor Recacho, quien con una partida de quinientos hombres intentó reprimir la rebelión desde Guadalajara. 
Con esta victoria muchos pobladores de la zona se unieron al bando insurgente, uno de ellos fue el indígena José Santana, a quien Castellanos recomendó establecerse en la isla de Mezcala. En 1812 Rosas y Santana enfrentaron a los realistas en varias ocasiones: lograron derrotar a José Antonio Serrato en San Pedro Itzicán, y a Rafael Hernández en Poncitlán. En febrero de 1813 ayudó a rechazar el ataque emprendido por el coronel Ángel Linares contra la isla y más tarde los asaltos en contra del puerto del Vigía dirigidos por Pedro Celestino Negrete. 
Finalmente en noviembre de 1816, al ser bloqueadas y arrasadas las orillas del lago de Chapala, Santana y el padre Castellanos aceptaron el indulto ofrecido por el mariscal de campo José de la Cruz. Castellanos continuó ejerciendo su carrera eclesiástica en La Magdalena y  Ajijic, lugar en donde murió en 1826. Fue sepultado en Jocotepec.